# Catodofono
Il catodofono è un dispositivo per la misurazione della pressione sonora.
Esso è formato da un diodo a gas, in cui l'anodo, di forma opportuna, riceve anche le onde sonore.
La conducibilità elettrica del gas ionizzato dai termoelettroni, varia al variare della pressione sonora; per cui ad una variazione dell'intensità della corrente anodica corrisponde una variazione della pressione, quindi le oscillazioni di corrente, amplificate e registrate con un oscillografo, permettono di risalire alla pressione sonora dell'onda sull'anodo.